# Cliff Burton
Clifford Lee Burton (Castro Valley, San Francisco Bay Area, 10 februari 1962 - Dörarp (bij Ljungby, Zweden), 27 september 1986) was een Amerikaans bassist die deel uitmaakte van de metalband Metallica. Hij wordt beschouwd als een van de talentvolste bassisten in de heavy metal.

## Biografie
Cliff Burton werd geboren in Castro Valley, Alameda County, California als kind van Jan en Ray Burton. Zijn vader was van Engelse en zijn moeder van Joodse komaf. Zijn jeugd bracht hij door in Castro Valley, San Francisco Bay Area. Burtons interesse in muziek begon toen hij via zijn vader kennismaakte met klassieke muziek en hij pianolessen nam.
In zijn tienerjaren veranderde zijn smaak van klassiek in jazz en uiteindelijk heavy metal. Na de dood van zijn broer en door zijn passie voor muziek ging hij zich concentreren op de basgitaar. Cliff volgde lessen, maar moest steeds een andere leraar zoeken omdat ze hem niet zo ver konden helpen als hij wilde. Hij was toen 14. Volgens zijn ouders zei Cliff "I'm going to be the world's best bassplayer for my brother". Hij oefende soms 6 uren per dag. Zijn eerste invloeden variëren van klassieke muziek tot southern rock, tot country, blues en jazz.
Clifford Lee Burton studeerde aan de Chabot Junior College in Northern California. Een van zijn schoolvrienden was "Big" Jim Martin, (inmiddels voormalig) gitarist van Faith No More. Met o.a. hem speelde Cliff in een van zijn eerste bands, "Agents Of Misfortune". Deze band deed mee aan een contest; "The Battle Of The Bands Contest." Enkele optredens hiervan zijn opgenomen op video. Dit zijn zeer waarschijnlijk de eerste video-opnamen van Cliff Burton, met zijn herkenbare en inmiddels illustere speelstijl. De video's laten ook iets anders zien; Cliff speelt daar al herkenbare stukken van de latere Metallicasongs "For Whom The Bell Tolls" en "Pulling Teeth (Anesthesia), zonder twijfel de oorsprong van deze songs die later op Metallica albums zouden verschijnen.
In 1982 kwam Burton in de San Francisco Bay Area band Trauma te spelen. Met deze band nam hij enkele demo's op, waaronder een aantal songs voor Metal Massacre 2. Tijdens een optreden van Trauma in 1982 in de "Whiskey A Go Go"-bar stonden Lars Ulrich en James Hetfield - respectievelijk drummer en zanger/gitarist van Metallica - vol verwondering naar de sologitarist te kijken die een geweldige solo speelde. Dit bleek Cliff Burton te zijn, die zijn basgitaar hanteerde als sologitaar. Hij speelde onder andere zijn fameuze solo, later bekend als Anesthesia (pulling teeth). Ze vroegen hem de inmiddels bij Metallica vertrokken bassist Ron McGovney te vervangen, en omdat Cliff vond dat Trauma "een beetje commercieel werd" had hij er wel oren naar. Metallica was toen een beginnende band die als grote voorbeeld de Engelse Metalsound van die tijd (de New Wave Of British Heavy Metal, kortom NWOBHM) had. Voorbeelden hiervan zijn Saxon, Iron Maiden, Motörhead, Def Leppard, Angel Witch, Tygers Of Pan Tang en Diamond Head. Deze muziek bestond niet in de Verenigde Staten.
Burton ging uiteindelijk akkoord, maar alleen als de band zou verhuizen naar de San Francisco Bay Area. Metallica (Lars, James en leadgitarist Dave Mustaine), vonden dit de moeite waard en verruilden Los Angeles voor San Francisco als thuisbasis.
Dave Mustaine werd later wegens excessief alcoholgebruik en de daarmee gepaard gaande onhandelbaarheid al voor de opnames (1983) van "Kill 'em All" ingewisseld voor Kirk Hammett, opgepikt bij de band "Exodus."
Burton nam met Metallica drie albums op:
- Kill 'Em All (1983)
- Ride The Lightning (1984)
- Master of Puppets (1986)

## Ongeval

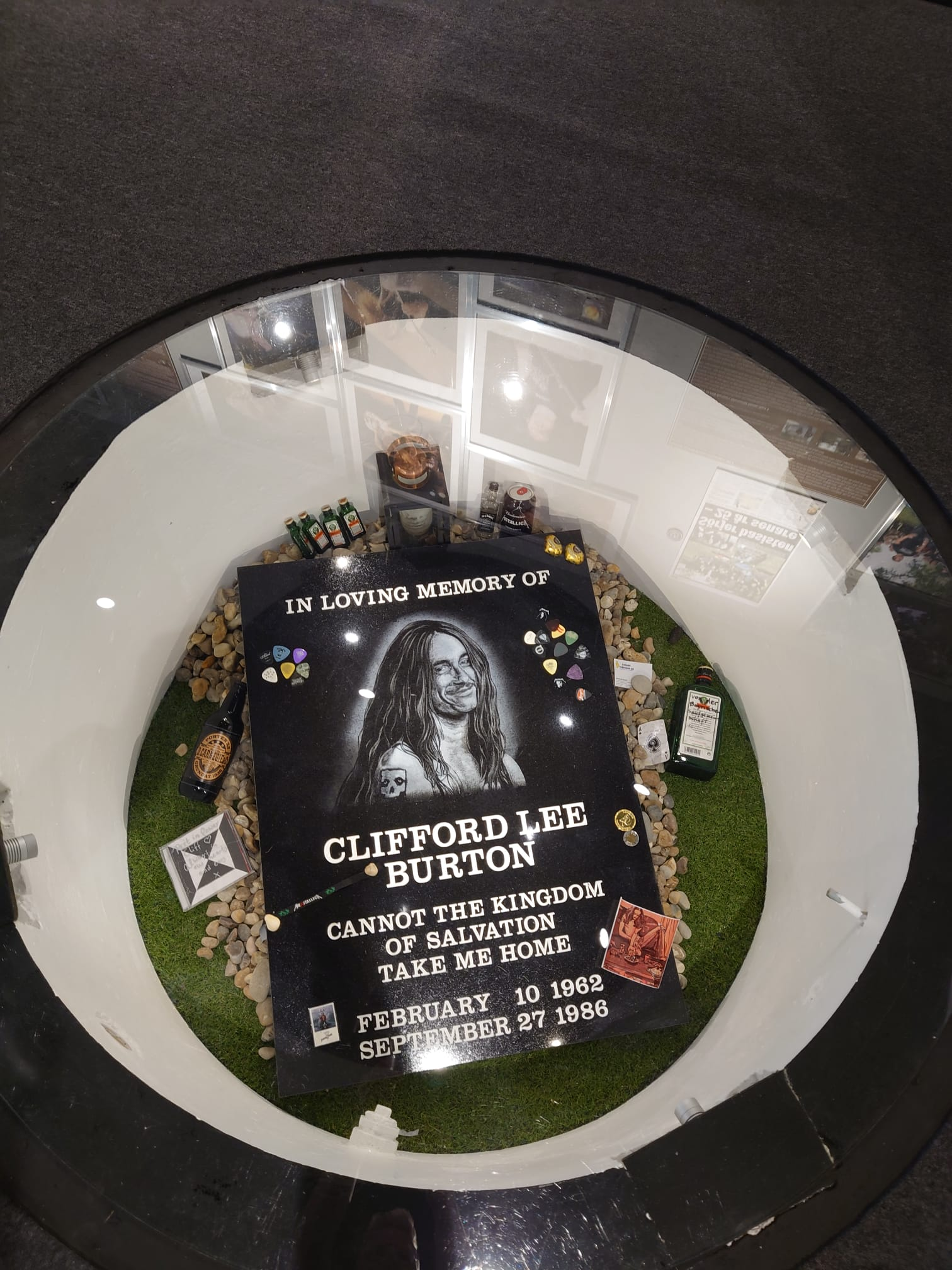
Gedenksteen bij Dörarp (2024)

Burton kwam op 24-jarige leeftijd om het leven bij een ongeval met de tourbus van Metallica tijdens de Damage Inc. Tour in 1986, ter promotie van het album Master of Puppets. Op 27 september was de bus op weg van Stockholm naar Kopenhagen. Bij Dörarp (ten noorden van Ljungby) raakte de tourbus in een slip (volgens de buschauffeur door ijs op de weg). Toen de wielen het gras in de berm raakten, sloeg de bus om. Alle passagiers wisten ongedeerd het wrak te verlaten op Burton na; hij lag onder de bus en was op dat moment waarschijnlijk al overleden. Tijdens een poging om de bus van Cliff af te takelen, brak de kabel en viel de bus weer boven op het lichaam van Burton.
Het stoffelijk overschot werd teruggevlogen naar de Verenigde Staten, waar het werd gecremeerd. Tijdens Burtons crematie werd het nummer Orion van het album Master of Puppets gespeeld. Zijn as werd verspreid over de Maxwell Ranch in San Francisco Bay Area, een plaats waar Cliff graag kwam. Nabij de plek van het busongeluk, bij het wegrestaurant Gyllene Rasten, is een gedenksteen geplaatst.
In 1988 kwam een nieuw album van Metallica uit: ...And Justice for All. Op dit album stond het laatste nummer waaraan Burton heeft meegeschreven: To Live Is To Die. Dit is bijna volledig instrumentaal, maar er komt ook een kort gedicht in voor dat Cliff Burton heeft geschreven. In 1987 bracht Metallica de documentaire Cliff 'em All uit als retrospectief op Burtons tijd bij de band.